# Deens voetbalelftal in 1996
Het Deens voetbalelftal speelde tien officiële interlands in het jaar 1996, waaronder drie duels bij het EK voetbal 1996 in Engeland. Daar trad de ploeg, bijgenaamd The Danish Dynamite na de Europese titel van 1992, aan als titelverdiger. Maar al na de groepsfase was het avontuur ditmaal voorbij voor de Denen, die onder leiding stonden van bondscoach Richard Møller Nielsen. Hij maakte na het toernooi plaats voor de Zweed Bo Johansson.

## Balans
| Wedstrijden | Wedstrijden | Wedstrijden | Wedstrijden | Doelpunten | Doelpunten | Doelpunten | Punten |
| Gespeeld    | Winst       | Gelijk      | Verlies     | Voor       | Tegen      | Saldo      | Punten |
| ----------- | ----------- | ----------- | ----------- | ---------- | ---------- | ---------- | ------ |
| 10          | 7           | 1           | 2           | 13         | 7          | +6         | 1.500  |

## Interlands
|                                                     |                                      |       |            |                                                                                 |
| 27 maart Vriendschappelijk № 599 «onderlinge duels» | Duitsland                            | 2 – 0 | Denemarken | Olympiastadion, München Toeschouwers: 25.500 Scheidsrechter: René Temmink (NED) |
| 27 maart Vriendschappelijk № 599 «onderlinge duels» | Michael Laudrup 8' Brian Laudrup 28' |       |            | Olympiastadion, München Toeschouwers: 25.500 Scheidsrechter: René Temmink (NED) |

|                                                     |                                      |       |           |                                                                            |
| 24 april Vriendschappelijk № 600 «onderlinge duels» | Denemarken                           | 2 – 0 | Schotland | Parken, Kopenhagen Toeschouwers: 23.031 Scheidsrechter: Jan Wegereef (NED) |
| 24 april Vriendschappelijk № 600 «onderlinge duels» | Michael Laudrup 8' Brian Laudrup 28' |       |           | Parken, Kopenhagen Toeschouwers: 23.031 Scheidsrechter: Jan Wegereef (NED) |

|                                                   |                   |       |       |                                                                             |
| 2 juni Vriendschappelijk № 601 «onderlinge duels» | Denemarken        | 1 – 0 | Ghana | Parken, Kopenhagen Toeschouwers: 20.653 Scheidsrechter: Lutz Fröhlich (GER) |
| 2 juni Vriendschappelijk № 601 «onderlinge duels» | Thomas Helveg 41' |       |       | Parken, Kopenhagen Toeschouwers: 20.653 Scheidsrechter: Lutz Fröhlich (GER) |

| EK voetbal 1996 |
| --------------- |

|                                              |                   |       |                      |                                                                                               |
| 9 juni EK-eindronde № 602 «onderlinge duels» | Denemarken        | 1 – 1 | Portugal             | Hillsborough Stadium, Sheffield Toeschouwers: 34.993 Scheidsrechter: Mario van der Ende (NED) |
| 9 juni EK-eindronde № 602 «onderlinge duels» | Brian Laudrup 21' |       | 52' Ricardo Sá Pinto | Hillsborough Stadium, Sheffield Toeschouwers: 34.993 Scheidsrechter: Mario van der Ende (NED) |

|                                               |                                                           |       |            |                                                                                       |
| 16 juni EK-eindronde № 603 «onderlinge duels» | Kroatië                                                   | 3 – 0 | Denemarken | Hillsborough Stadium, Sheffield Toeschouwers: 33.671 Scheidsrechter: Marc Batta (FRA) |
| 16 juni EK-eindronde № 603 «onderlinge duels» | Davor Šuker 52' (pen.) Zvonimir Boban 84' Davor Šuker 89' |       |            | Hillsborough Stadium, Sheffield Toeschouwers: 33.671 Scheidsrechter: Marc Batta (FRA) |

|                                               |                                                       |       |         |                                                                                             |
| 19 juni EK-eindronde № 604 «onderlinge duels» | Denemarken                                            | 3 – 0 | Turkije | Hillsborough Stadium, Sheffield Toeschouwers: 28.591 Scheidsrechter: Nikolay Levnikov (RUS) |
| 19 juni EK-eindronde № 604 «onderlinge duels» | Brian Laudrup 49' Allan Nielsen 68' Brian Laudrup 82' |       |         | Hillsborough Stadium, Sheffield Toeschouwers: 28.591 Scheidsrechter: Nikolay Levnikov (RUS) |

|  |  |  |  |  |  |  |  |  |

|                                                        |        |              |            |                                                                                  |
| 14 augustus Vriendschappelijk № 605 «onderlinge duels» | Zweden | 0 – 1        | Denemarken | Ullevi Stadion, Göteborg Toeschouwers: 21.350 Scheidsrechter: Ľuboš Micheľ (SVK) |
| 14 augustus Vriendschappelijk № 605 «onderlinge duels» |        | 27' Ole Bjur |            | Ullevi Stadion, Göteborg Toeschouwers: 21.350 Scheidsrechter: Ľuboš Micheľ (SVK) |

|                                                                |          |                                          |            |                                                                                      |
| 1 september WK-kwalificatie № 606 «onderlinge duels» 20:30 uur | Slovenië | 0 – 2                                    | Denemarken | Stadion za Bežigradom, Ljubljana Toeschouwers: 3.200 Scheidsrechter: Urs Meier (SUI) |
| 1 september WK-kwalificatie № 606 «onderlinge duels» 20:30 uur |          | 78' Allan Nielsen 89' Michael Schjønberg |            | Stadion za Bežigradom, Ljubljana Toeschouwers: 3.200 Scheidsrechter: Urs Meier (SUI) |

|                                                    |                                                  |       |                   |                                                                           |
| 9 oktober WK-kwalificatie № 607 «onderlinge duels» | Denemarken                                       | 2 – 1 | Griekenland       | Parken, Kopenhagen Toeschouwers: 40.262 Scheidsrechter: Paul Durkin (ENG) |
| 9 oktober WK-kwalificatie № 607 «onderlinge duels» | Theodoris Zagorakis 25' (e.d.) Brian Laudrup 51' |       | 35' Giorgos Donis | Parken, Kopenhagen Toeschouwers: 40.262 Scheidsrechter: Paul Durkin (ENG) |

|                                                       |                  |       |           |                                                                               |
| 9 november Vriendschappelijk № 608 «onderlinge duels» | Denemarken       | 1 – 0 | Frankrijk | Parken, Kopenhagen Toeschouwers: 10.645 Scheidsrechter: Roy Helge Olsen (NOR) |
| 9 november Vriendschappelijk № 608 «onderlinge duels» | Per Pedersen 19' |       |           | Parken, Kopenhagen Toeschouwers: 10.645 Scheidsrechter: Roy Helge Olsen (NOR) |

## FIFA-wereldranglijst
| JAN | FEB | MAR | APR | MEI | JUN | JUL | AUG | SEP | OKT | NOV | DEC |
| --- | --- | --- | --- | --- | --- | --- | --- | --- | --- | --- | --- |
| 10  | 9   | —   | 13  | 11  | —   | 10  | 10  | 9   | 6   | 5   | 6   |

## Statistieken
| Peter Schmeichel    | 1963-11-18 | Manchester United   | 10 | 0 | 0 | 91 | 0  |
| Mogens Krogh        | 1963-10-31 | Brøndby IF          | 0  | 1 | 0 |    |    |
| Verdediging         |            |                     |    |   |   |    |    |
| Thomas Helveg       | 1971-06-24 | Udinese             | 10 | 0 | 1 |    |    |
| Marc Rieper         | 1968-06-05 | West Ham United     | 9  | 0 | 0 |    |    |
| Claus Thomsen       | 1970-05-31 | Everton             | 8  | 1 | 0 |    |    |
| Jes Høgh            | 1966-05-07 | Fenerbahçe SK       | 8  | 0 | 0 |    |    |
| Michael Schjønberg  | 1967-01-19 | FC Kaiserslautern   | 6  | 3 | 1 |    |    |
| Jacob Laursen       | 1971-10-06 | Derby County        | 4  | 2 | 0 | 16 | 0  |
| Jens Risager        | 1971-04-09 | Brøndby IF          | 4  | 0 | 0 | 13 | 0  |
| Jakob Friis-Hansen  | 1967-03-06 | Hamburger SV        | 3  | 0 | 0 | 19 | 0  |
| Jan Heintze         | 1963-08-17 | Bayer 04 Leverkusen | 1  | 0 | 0 |    |    |
| Lars Olsen          | 1961-02-02 | Brøndby IF          | 1  | 0 | 0 |    |    |
| Torben Piechnik     | 1963-05-21 | Aarhus GF           | 0  | 2 | 0 | 15 | 0  |
| Søren Colding       | 1972-09-02 | Brøndby IF          | 0  | 1 | 0 | 1  | 0  |
| Thomas Rytter       | 1974-01-06 | Sevilla             | 0  | 1 | 0 |    |    |
| Middenveld          |            |                     |    |   |   |    |    |
| Michael Laudrup     | 1964-06-15 | Vissel Kobe         | 8  | 0 | 1 |    |    |
| Brian Steen Nielsen | 1968-12-28 | Odense BK           | 6  | 1 | 0 |    |    |
| Allan Nielsen       | 1971-03-13 | Tottenham Hotspur   | 5  | 2 | 2 |    |    |
| Henrik Larsen       | 1966-05-17 | FC Kopenhagen       | 2  | 1 | 0 |    |    |
| Kim Vilfort         | 1962-11-15 | Brøndby IF          | 2  | 1 | 0 | 77 | 14 |
| Ole Bjur            | 1968-09-13 | Brøndby IF          | 2  | 0 | 1 | 2  | 1  |
| Peter Nielsen       | 1968-03-03 | Borussia M’gladbach | 1  | 1 | 0 |    |    |
| Per Frandsen        | 1970-02-06 | Bolton Wanderers    | 1  | 0 | 0 |    |    |
| Bjarne Goldbæk      | 1968-10-06 | FC Kopenhagen       | 0  | 2 | 0 |    |    |
| Stig Tøfting        | 1969-08-14 | Aarhus GF           | 0  | 1 | 0 |    |    |
| Morten Bisgaard     | 1974-06-25 | Odense BK           | 0  | 1 | 0 | 1  | 0  |
| Aanval              |            |                     |    |   |   |    |    |
| Brian Laudrup       | 1969-02-22 | Glasgow Rangers     | 8  | 0 | 5 |    |    |
| Mikkel Beck         | 1973-05-12 | Middlesbrough       | 4  | 1 | 0 |    |    |
| Peter Møller        | 1972-03-23 | Brøndby IF          | 3  | 0 | 0 |    |    |
| Søren Andersen      | 1970-01-31 | Aalborg BK          | 1  | 5 | 0 |    |    |
| Erik Bo Andersen    | 1970-11-14 | Glasgow Rangers     | 1  | 1 | 0 | 6  | 0  |
| Per Pedersen        | 1969-03-30 | Blackburn Rovers    | 1  | 0 | 1 |    |    |
| Peter Rasmussen     | 1967-05-16 | Aalborg BK          | 1  | 0 | 0 | 13 | 2  |
| Steffen Højer       | 1973-05-22 | Aalborg BK          | 0  | 1 | 0 | 1  | 0  |
| Miklos Molnar       | 1970-04-10 | Lyngby BK           | 0  | 1 | 0 |    |    |